# Nemipterus japonicus
Cá đổng hay cá lượng Nhật Bản (Danh pháp khoa học: Nemipterus japonicus) là một loài cá biển trong họ cá lượng Nemipteridae thuộc bộ cá vược, phân bố ở Thái Bình Dương và Ấn Độ Dương. Chúng là loài cá biển có giá trị kinh tế và được khai thác quanh năm, có thể ăn tươi, phơi khô, đông lạnh và có trong một số siêu thị.

## Phân bố
Chúng còn được ghi nhận là có ở vùng Địa Trung Hải và Lessepsian migration ở kênh đào Suê. Chúng có ở Ấn Độ Dương, Đông châu Phi, Tây Thái Bình Dương, Địa Trung Hải, tại các nước như Phillippin, Nhật Bản, Trung Quốc và Việt Nam. Tên thường gọi tiếng Anh của chúng là Threadfin bream, King snapper, Japenese threadfin bream, Cohana Japonaise, Bream, Sesugo, Melon-coat, Longtailed Nemipteri. Tên gọi tiếng Tây Ban Nha là Baga japonesa, tên gọi tiếng Nhật Nihon-itoyori.

## Đặc điểm
Kích cỡ của chúng dài từ 150–200 mm. Thân dài, dẹp bên. Chiều dài thân tiêu chuẩn bằng 2,7-3,5 lần chiều cao thân. Mõm dài, chiều dài mõm lớn hơn đường kính mắt. Phần lưng màu hồng, phần bụng màu trắng bạc. Đỉnh đầu ngay phía sau mắt có một vết màu vàng. Bên thân có 11-12 dải màu vàng dọc thân từ sau đầu đến gốc vây đuôi. Có một chấm đỏ hình hạt đậu nằm ngay sai khởi điểm của đường bên. Cá đổng có lớp da trắng lẫn những đường vân màu nâu đỏ.
Hàm trên có 4-5 cặp răng nanh nhỏ, ở phía trước hàm. Lược mang có 14-17 chiếc. Đường bên hoàn toàn. Vây ngực rất dài, bằng khoảng 1,0-1,3 lần chiều dài đầu, đạt đến khởi điểm của vây hậu môn. Vây bụng dài, bằng 1,2-1,6 lần chiều dài đầu. Vây đuôi chia thùy sâu, thùy trên vây đuôi dài hơn thùy dưới và có tia vây trên cùng kéo dài thành sợi. Vây lưng màu trắng, mép vây màu vàng dọc thân từ sau đầu đến gốc vây đuôi. Có một chấm đỏ hình hạt đậu nằm ngay khởi điểm của đường bên. Vây lưng màu trắng, mép vây màu vàng, viền vây màu đỏ. Vây đuôi màu hồng, phần trên thùy trên và sợi kéo dài có màu vàng.

## Trong ẩm thực
Chúng còn được biết đến với món món cá đổng kho ngọt. Cá vừa câu từ biển nên tươi rói. Dùng dao chặt vi, đánh vảy, móc mang, bỏ ruột rồi rửa sạch để cho ráo nước. Sau đó, cho vào nồi nước đun sôi trên bếp, thêm vài lát cà chua chín, dăm lát ớt cay cùng với thơm (khóm) thái mỏng, nêm gia vị cho vừa ăn, thêm ít rau thơm thái nhỏ rồi nhấc xuống khỏi bếp. Cá đổng có lớp da trắng lẫn những đường vân màu nâu đỏ,
Cùng với cá ong, cá nhiễu, cá lịch, cá đổng luôn được dùng để chế biến nhiều món ăn chiên, nướng, kho ngọt, kho mặn, nấu cháo. Với món cá chiên chỉ cần dùng dao chặt vi, móc mang, bỏ ruột, rửa sạch để cho ráo nước. Sau đó, đun sôi dầu ăn cùng với hành tím và cho cá vào chảo, trở sang hai bên cho cá chín vàng lớp da bên ngoài thì nhấc xuống khỏi bếp và gắp ra đĩa.